# Hugo Carvana
Hugo Carvana de Hollanda (Rio de Janeiro, 4 de junho de 1937 — Rio de Janeiro, 4 de outubro de 2014) foi um ator e diretor de cinema e televisão brasileiro. O ator tornou-se conhecido do grande público interpretando personagens notáveis na televisão, como o jornalista Valdomiro Pena, do seriado Plantão de Polícia, e o empresário Lineu Vasconcelos, da novela Celebridade, embora não escondesse sua paixão pelo cinema.

## Carreira

### Início e consagração
Hugo Carvana trabalhou em mais de cem filmes, desde a época em que começou, participando de algumas produções como figurante, por volta do ano de 1955, nas chanchadas da Atlântida. Passando no início da década de 1960 por seu primeiro papel de destaque em Esse Rio que Eu Amo, atuando ao lado de Agildo Ribeiro e Tônia Carrero. Até os sucessos de Bar Esperança e O Homem Nu, como diretor. Em 1962, fez parte do movimento do Cinema Novo. Além disso, atuou também no Teatro de Arena de São Paulo, no Teatro Nacional de Comédia e no Grupo Opinião. Em 1975, Carvana é convidado pelo diretor Daniel Filho, com quem já havia trabalhado em alguns filmes, a participar de sua primeira novela, Cuca Legal.
Em vários filmes interpretou a imagem do malandro carioca, tendo estreado na direção com Vai Trabalhar, Vagabundo!, no ano de 1973, filme no qual também atuou.

### Diretor subestimado

Carvana (a direita) em Quando o Carnaval Chegar, em 1972.

O ator também foi um diretor subestimado no cinema nacional devido ao uso abundante de tomadas externas e em locais públicos (trens, ônibus, praças, ruas etc.) de seus filmes, mostrando o trabalhador, o pobre na sua condição mais crua, muitas vezes até atuando diretamente com o público, que aparece como é, sem a necessidade de figurantes, o que nos deixa ter uma ótima noção dos costumes do Rio de Janeiro da década de 1970.
Nos seus filmes iniciais, ele expunha o cotidiano do carioca, abria espaço para uma crítica mais concreta, principalmente em seu segundo filme Se Segura, Malandro!, que foi rodado no governo Geisel. Tal filme, se tornou possível devido ao momento político vivido em 1978, quando a produção foi lançada, um ano antes da anistia.
O humor, hoje, é moda. E se amanhã sair de moda, eu vou continuar fazendo humor. É uma devoção. Só consigo me olhar sob esse viés da alegria, da brincadeira, da ironia. Estou preso a essa bolha da alegria, e de dentro dela não pretendo sair.— Hugo Carvana, em 2011

### Anos seguintes
Durante as décadas de 1980 e 1990, apesar de manter-se ativo nas produções de cinema, Hugo teve papéis de destaque na Rede Globo. Interpretou personagens marcantes da teledramaturgia brasileira como Numa Pompílio de Castro na novela Fera Ferida de Aguinaldo Silva e Ricardo Linhares e como Silva em De Quina pra Lua de Alcides Nogueira com argumentação de Benedito Ruy Barbosa.

Em 1997, dirigiu o filme O Homem Nu, com roteiro de Roberto Santos protagonizado por Cláudio Marzo. Nos anos seguintes, interpretou Azevedo em Corpo Dourado e Gouveia na minissérie Chiquinha Gonzaga. No cinema, interpretou Queiroz em Mauá - O Imperador e o Rei.

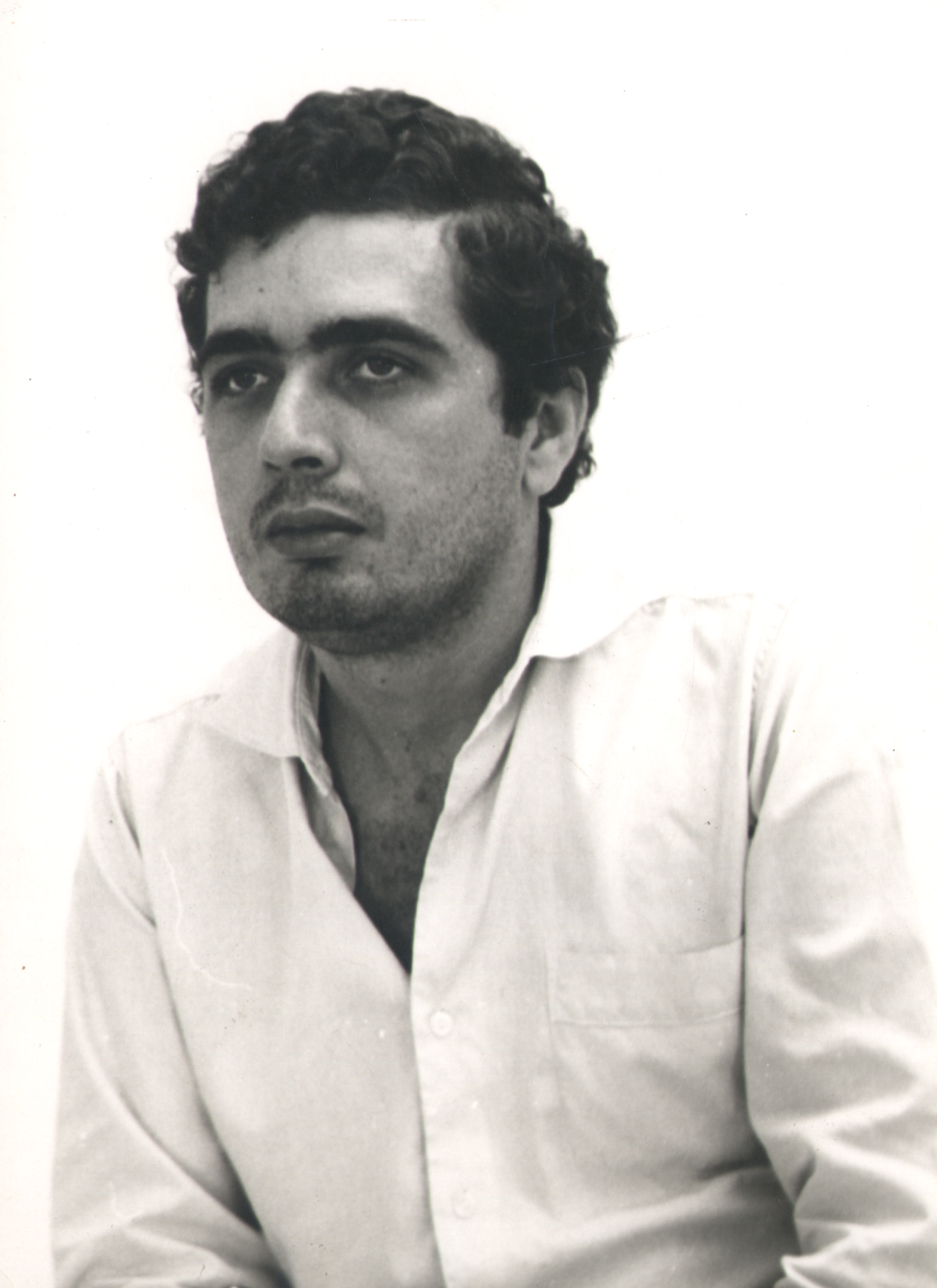
Cacá Diegues dirigiu Hugo em Quando o Carnaval Chegar.

Em 2003, dirigiu o filme de comédia Apolônio Brasil, o Campeão da Alegria, protagonizado por Marco Nanini. No mesmo ano, esteve no elenco da novela Celebridade de Gilberto Braga, onde interpretou um dos principais personagens de sua carreira, Lineu Vasconcelos.
No ano de 2008, atuou novamente como diretor ao dirigir o longa de comédia Casa da Mãe Joana. Nesse período teve carreira intensa, participando em várias produções televisivas, como Paraíso Tropical, Casos e Acasos e JK. Em 2009, entrou para o elenco de Malhação, onde interpretou o inspetor Ubiracy Cansado.
Em 2011, dirigiu o longa Não se Preocupe, nada Vai Dar Certo! estrelado por Tarcísio Meira. O filme foi indicado como Melhor trilha sonora no Grande Prêmio do Cinema Brasileiro de 2012. No mesmo ano, interpretou o personagem Seu Silveira, na novela Insensato Coração.
No ano de 2012, fez sua última participação na televisão na minissérie O Brado Retumbante interpretando Mourão.
Em 2013, dirigiu seu último filme, Casa da Mãe Joana 2. O filme foi visto por 142.072 pessoas nos cinemas. No mesmo ano, participou do filme Giovanni Improtta como Cantagallo, de seu amigo pessoal José Wilker. A última interpretação de Hugo, que possuí mais de cem filmes em sua trajetória, foi no filme Rio, Eu Te Amo como Manoel, um torcedor fanático do Fluminense Football Club.

## Vida pessoal
Hugo Carvana nasceu na zona norte do Rio de Janeiro, mais especificamente em Lins de Vasconcelos, filho de uma costureira e de um comandante da Marinha Mercante. Era casado com a jornalista Martha Alencar, e pai de Pedro, Maria Clara, Júlio e Rita, já adultos.
Assim como no filme Rio, Eu Te Amo, Hugo foi um torcedor fanático do Fluminense Football Club.

## Morte
No dia 4 de outubro de 2014, faleceu, aos 77 anos, em decorrência de um câncer de pulmão descoberto em 1996. Seu corpo foi cremado.

## Filmografia

### Televisão
| Ano  | Título                                   | Personagem                       | Nota                                          |
| ---- | ---------------------------------------- | -------------------------------- | --------------------------------------------- |
| 1975 | Cuca Legal                               | Celso Maranhão (Jacaré)          |                                               |
| 1975 | Gabriela                                 | Argileu Palmeira                 |                                               |
| 1979 | Plantão de Polícia                       | Valdomiro Pena                   |                                               |
| 1982 | Quem Ama Não Mata                        | Fonseca                          |                                               |
| 1984 | Corpo a Corpo                            | Alfredo Fraga Dantas             |                                               |
| 1985 | De Quina pra Lua                         | Silva                            |                                               |
| 1986 | Roda de Fogo                             | Paulo Costa                      |                                               |
| 1987 | Sassaricando                             | médico                           | Participação especial                         |
| 1990 | Gente Fina                               | Guilherme Azevedo Paiva          |                                               |
| 1991 | O Dono do Mundo                          | Lucas                            |                                               |
| 1992 | As Noivas de Copacabana                  | delegado Adroaldo de Lima        |                                               |
| 1992 | De Corpo e Alma                          | Agenor Pinheiro                  |                                               |
| 1993 | Agosto                                   | Luiz Magalhães                   |                                               |
| 1993 | Fera Ferida                              | Numa Pompílio de Castro          |                                               |
| 1995 | Engraçadinha: Seus Amores e Seus Pecados | irmão Fidélis                    |                                               |
| 1995 | Cara e Coroa                             | Aníbal Santoro                   |                                               |
| 1997 | A Indomada                               | psiquiatra                       |                                               |
| 1998 | Corpo Dourado                            | Azevedo                          |                                               |
| 1999 | Chiquinha Gonzaga                        | Gouveia                          |                                               |
| 1999 | O Belo e as Feras                        | barman                           | Episódio: "Só o Amor Destrói"                 |
| 1999 | Andando nas Nuvens                       | Wagner Maciera                   |                                               |
| 2000 | Você Decide                              | Silva                            | Episódio: "Uma Lição das Arábias"             |
| 2001 | Um Anjo Caiu do Céu                      | Sargento Garcia                  |                                               |
| 2001 | Porto dos Milagres                       | Dr. Gouveia                      |                                               |
| 2002 | Desejos de Mulher                        | Atílio Miranda                   |                                               |
| 2003 | Celebridade                              | Lineu Vasconcelos                |                                               |
| 2004 | Como uma Onda                            | Sinésio Paiva                    |                                               |
| 2006 | JK                                       | Sampaio                          |                                               |
| 2007 | Paraíso Tropical                         | Belisário Cavalcante             |                                               |
| 2008 | Casos e Acasos                           | Álvaro                           | Episódio: "O Encontro, o Assédio e o Convite" |
| 2008 | Malhação                                 | Paulo Lopret                     |                                               |
| 2008 | Guerra e Paz                             | Moreira                          | Episódio: "Muques e Decotes"                  |
| 2008 | Três Irmãs                               | Dr. Andrade                      |                                               |
| 2009 | Malhação                                 | Inspetor Ubiracy Cansado         |                                               |
| 2010 | Na Forma da Lei                          | Jorginho Monteverde              | Episódio: "Não Matarás"                       |
| 2011 | Insensato Coração                        | Olegário Silveira (Seu Silveira) | Episódios: "25 de janeiro–9 de fevereiro"     |
| 2012 | O Brado Retumbante                       | Jorge Mourão                     |                                               |

### Cinema

#### Como diretor
| Ano  | Título                                |
| ---- | ------------------------------------- |
| 1973 | Vai Trabalhar, Vagabundo!             |
| 1978 | Se Segura, Malandro!                  |
| 1982 | Bar Esperança                         |
| 1991 | Vai Trabalhar, Vagabundo II: a Volta  |
| 1997 | O Homem Nu                            |
| 2003 | Apolônio Brasil, o Campeão da Alegria |
| 2008 | Casa da Mãe Joana                     |
| 2011 | Não se Preocupe, nada Vai Dar Certo!  |
| 2013 | Casa da Mãe Joana 2                   |

#### Como ator
| Ano  | Título                                       | Personagem         |
| ---- | -------------------------------------------- | ------------------ |
| 1954 | Trabalhou Bem, Genival                       |                    |
| 1956 | Contrabando                                  |                    |
| 1957 | Tudo É Música                                |                    |
| 1961 | Esse Rio que Eu Amo                          |                    |
| 1962 | Os Cafajestes                                | Fotógrafo          |
| 1963 | Os Fuzis                                     | José               |
| 1964 | Crime de Amor                                | Gilcério           |
| 1965 | O Desafio                                    | Jornalista         |
| 1965 | A Falecida                                   | Homem no Bar       |
| 1966 | A Grande Cidade                              | Pereba             |
| 1967 | Terra em Transe                              | Álvaro             |
| 1967 | O Engano                                     | Marido             |
| 1968 | O Dragão da Maldade contra o Santo Guerreiro | Mattos             |
| 1968 | O Homem que Comprou o Mundo                  | Cabo Jorge         |
| 1968 | A Vida Provisória                            | Pedro              |
| 1968 | Antes, o Verão                               | o Homem            |
| 1968 | Como Vai, Vai Bem?                           | Amigo de Sérgio    |
| 1968 | Jardim de Guerra                             |                    |
| 1968 | O Bravo Guerreiro                            | Operário           |
| 1968 | Um Homem e Sua Jaula                         | Tino               |
| 1969 | Macunaíma                                    | Homem com pato     |
| 1969 | O Anjo Nasceu                                | Santamaria         |
| 1969 | Os Herdeiros                                 | Maia               |
| 1969 | Pedro Diabo Ama Rosa Meia-Noite              | Delegado           |
| 1969 | Tempo de Violência                           | Homem I            |
| 1970 | O Leão de Sete Cabeças                       | Português          |
| 1970 | O Capitão Bandeira contra o Dr. Moura Brasil | Dr. Gestaile       |
| 1970 | Pindorama                                    | Governador         |
| 1971 | O Rei dos Milagres                           |                    |
| 1971 | Procura-se uma Virgem                        |                    |
| 1972 | Quando o Carnaval Chegar                     | Lourival           |
| 1972 | Amor, Carnaval e Sonhos                      | Malandro           |
| 1972 | Câncer                                       |                    |
| 1973 | Tati, a Garota                               | Capitão Peixoto    |
| 1973 | Toda Nudez Será Castigada                    | Comissário         |
| 1973 | Vai Trabalhar, Vagabundo                     | Secundino Meireles |
| 1974 | Ipanema, Adeus                               | Carlos             |
| 1975 | A Nudez de Alessandra                        |                    |
| 1976 | A Queda                                      | José               |
| 1976 | Gordos e Magros                              |                    |
| 1976 | Marília e Marina                             | (não creditado)    |
| 1977 | Anchieta, José do Brasil                     |                    |
| 1977 | Tenda dos Milagres                           | Fausto Pena        |
| 1977 | Mar de Rosas                                 | Carlos             |
| 1977 | Se Segura, Malandro!                         | Paulo Otávio       |
| 1982 | Bar Esperança                                | Zeca               |
| 1983 | Águia na Cabeça                              | Turco              |
| 1984 | Bete Balanço                                 | Tony               |
| 1985 | Avaeté - Semente da Vingança                 | Ramiro             |
| 1987 | Leila Diniz                                  | Clyde              |
| 1990 | Boca de Ouro                                 | Caveirinha         |
| 1991 | Assim na Tela como no Céu                    |                    |
| 1991 | Vai Trabalhar, Vagabundo II: a Volta         | Dino               |
| 1997 | O Homem Nu                                   | Motorista de Táxi  |
| 1999 | Mauá - O Imperador e o Rei                   | Queiroz            |
| 2001 | A Breve Estória de Cândido Sampaio           | Sem teto           |
| 2002 | Sonhos Tropicais                             | Macedo             |
| 2003 | Apolônio Brasil, o Campeão da Alegria        | O Beggar           |
| 2003 | Deus É Brasileiro                            | Quincas Batalha    |
| 2005 | Mais Uma Vez Amor                            | Dr. Alvarez        |
| 2006 | Achados e Perdidos                           | Juiz               |
| 2006 | O Maior Amor do Mundo                        | Salvador           |
| 2008 | Casa da Mãe Joana                            | Salomão            |
| 2009 | Histórias de Amor Duram Apenas 90 Minutos    | Taxista            |
| 2010 | 5x Favela - Agora por Nós Mesmos             | Dos Santos         |
| 2011 | Não se Preocupe, nada Vai Dar Certo!         | Zimba              |
| 2013 | Giovanni Improtta                            | Cantagallo         |
| 2014 | Rio, Eu Te Amo                               | Manoel             |

## Prêmios e indicações
| Ano  | Prêmio                                       | Categoria                       | Nomeações                            | Resultado |
| ---- | -------------------------------------------- | ------------------------------- | ------------------------------------ | --------- |
| 1973 | Festival de Cinema de Gramado                | Melhor Filme (Kikito de Ouro)   | Vai Trabalhar Vagabundo              | Venceu    |
| 1973 | Prêmio Air France de Cinema                  | Melhor Ator                     | Vai Trabalhar Vagabundo              | Venceu    |
| 1973 | Prêmio Air France de Cinema                  | Melhor Direção                  | Vai Trabalhar Vagabundo              | Venceu    |
| 1974 | Festival Internacional de Cinema de Taormina | Melhor Filme                    | Vai Trabalhar Vagabundo              | Venceu    |
| 1974 | Festival Internacional de Cinema de Taormina | Troféu Charibids de Ouro        | Vai Trabalhar Vagabundo              | Indicado  |
| 1983 | Festival de Cinema de Gramado                | Melhor Filme (Kikito de Ouro)   | Bar Esperança                        | Indicado  |
| 1983 | Festival de Cinema de Gramado                | Melhor Roteiro (Kikito de Ouro) | Bar Esperança                        | Venceu    |
| 1991 | Festival de Cinema de Gramado                | Melhor Ator (Kikito de Ouro)    | Vai Trabalhar, Vagabundo II: a Volta | Venceu    |
| 1991 | Festival de Cinema de Gramado                | Melhor Filme (Kikito de Ouro)   | Vai Trabalhar, Vagabundo II: a Volta | Indicado  |
| 1991 | Festival de Cinema de Gramado                | Prêmio do Público               | Vai Trabalhar, Vagabundo II: a Volta | Venceu    |
| 1991 | Festival de Cinema de Brasília               | Melhor Ator (Troféu Candango)   | Vai Trabalhar, Vagabundo II: a Volta | Venceu    |
| 1997 | Festival de Cinema de Gramado                | Melhor Filme (Kikito de Ouro)   | O Homem Nu                           | Indicado  |
| 2001 | Festival de Cinema de Gramado                | Troféu Oscarito                 | Carreira                             | Venceu    |
| 2003 | Festival de Cinema de Gramado                | Melhor Filme (Kikito de Ouro)   | Apolônio Brasil, Campeão da Alegria  | Indicado  |
| 2011 | Grande Prêmio do Cinema Brasileiro           | Melhor Ator Coadjuvante         | 5x Favela - Agora por Nós Mesmos     | Indicado  |